# Nura Bazdulj-Hubijar
Nura Bazdulj-Hubijar (*20. srpna 1951 Mrđenovići, okres Foča, Federativní lidová republika Jugoslávie) je bosenskohercegovská lékařka a prozaička bosňáckého původu.

## Život
Od roku 1954 žila v Sarajevu, kde dokončila základní, střední a vysokou školu. Po dokončení studia medicíny roku 1975 se přestěhovala do sředobosenského Travniku, kde žije dodnes. Pracuje jako specialistka lékařské mikrobiologie.
Napsala tři desítky próz, což jí řadí mezi nejplodnější současné bosenskohercegovské autory. Mezi její nejznámější díla patří romány Ljubav je sihirbaz babo (Láska je sihirbaz, táto, Sarajevo 1994), Naše međutim je rat (Naše mezitím je válka, Sarajevo 1995) a Kad je bio juli (Když byl červenec, Sarajevo 2005).
Její syn Muharem Bazdulj (*1977) je novinář, překladatel a prozaik.

## Dílo
- Ja, slavni ja (Já, slavný já, Sarajevo 1988), sbírka básní
- Ruža (Růže, Sarajevo 1990, 1997, 2000, 2009, 2010, 2011, 2012, 2014), román
- Ljubav je sihirbaz, babo (Láska je čaroděj, táto, Sarajevo 1994, 1996, 2002, 2007, 2008, 2009, 2012, 2013 a 2015), román
- Naše međutim je rat (Naše mezitím je válka, Sarajevo 1995, 2008, 2010), román
- Rosa Canina (Rosa Canina, Sarajevo 1995), román
- Okrutnost raja (Ukrutnost ráje, Sarajevo 1997, 2008), román
- Braća: rak na duši (Bratři: rakovina na srdci, Zenica 1998), drama
- Baš mi je žao (Je mi to moc líto, Tuzla 1999, 2002, 2008), román
- Amanet (Odkaz, Sarajevo 1999, 2008, 2012), román
- Šta te muči, Tamaguči (Co je ti, Tamagoči, Sarajevo 2000, 2007), román
- Kako sam ribu učio da pliva (Jak jsem učil rybu plavat, Sarajevo 2000, 2013), román
- Bizarne storije (Bizarní příhody, Sarajevo 2001), povídky
- Tamaguči sa drogom muku muči (Tamagoči bojuje s drogami, Sarajevo 2001, 2005), román
- Priče o slovima (Povídky o písmenech, Sarajevo 2002), povídky
- Sablja i pero: priča o Ilhamiji (Šavle a pero: vyprávění o Ilhamijovi, Sarajevo 2002, 2009), novela
- Čekajući Tahira (Čekání na Tahira, Sarajevo 2002, 2004, 2009, 2010, 2014), román
- Noć u Brelima (Noc v Brelech, Sarajevo 2003, 2012), román
- Nevjestinski ponor (Nevěstina propast, Sarajevo 2004, 2010), povídky, slovensky: Priepast' (Bratislava 2006)
- Inferno (Inferno, Sarajevo 2004), drama
- Kad je bio juli (Tenkrát v červenci, Zagreb 2005), román
- Dječak bez srca (Chlapec bez srdce, Sarajevo 2006), povídky
- Čudno zvuči Tamaguči (Tamaguči vydává podivné zvuky, Sarajevo 2007), román
- Doba nevinosti (Doba nevinnosti, Sarajevo 2007, 2008, 2009), román
- Smrt je došla prekasno (Smrt přišla pozdě, Sarajevo 2007), román
- Više ne čekam Tahira (Už nečekám na Tahira, Sarajevo 2008, 2014), román
- Plavi kombi (Modrá dodávka, Sarajevo 2009), román
- I ja njega volim (Já ho mám taky rád, Sarajevo 2010), román
- Sjećanje na Plava brda (Vzpomínky na Modré pohoří, Sarajevo 2010), román
- Spavaj Anđela (Spi, Andělo, Sarajevo 2011, 2016), román
- Plava Venera (Modrá Venuše, Sarajevo 2012, 2016), povídky
- Zvona su još zvonila (Zvony ještě vyzvánějí, Sarajevo 2012, 2016), román
- Osluhni zašto plače (Poslouchej, proč pláče, Sarajevo 2013, 2016), román
- Tamaguči (Tamagoči; Šta te muči Tamaguči, Tamaguči sa drogom muku muči, Čudno zvuči Tamaguči, Sarajevo 2014), trilogie
- Kao jedne davne zore (Jako kdysi jednoho dávného rána, Sarajevo 2014, 2016), román
- Dragulji i drangulije (Cennosti a cetky, Sarajevo 2016), román